# Rock Bottom
Rock Bottom és una pel·lícula d'animació hispanopolonesa de 2024 dirigida per María Trénor. El 2024 va ser seleccionada a la competició oficial del Festival de Cinema d'Animació d'Annecy.

## Sinopsi
A través de la música de Robert Wyatt, el film se submergeix en l'apassionada història d'amor d'en Bob i l'Alif, dos joves artistes immersos al remolí creatiu de la cultura hippie de principis de la dècada del 1970.